# Bob Kelso
Pour les articles homonymes, voir Kelso (homonymie).
Robert « Bob » Kelso est un des personnages principaux de la série américaine Scrubs. Il est interprété par Ken Jenkins.

## Vie au Sacré-Cœur
Sa première apparition laisse bonne impression à J.D. : Bob Kelso semble être un médecin attentionné et doué. Mais Cox lui ouvre vite les yeux : sous son sourire doucereux se cache un homme avare et aigri par des années passées à gérer l'administration de l'hôpital du Sacré-Cœur, ayant pour seuls objectifs d'augmenter les ressources financières de l'hôpital et d'assurer son confort personnel.
Il peut se montrer plus cruel que Cox, pour son simple plaisir. Kelso ne manque ainsi jamais une occasion de rabaisser un jeune médecin quand il fait une erreur, notamment Elliot Reid et Doug Murphy, qui sont totalement impuissants devant lui. Le seul médecin à lui tenir tête est le docteur Cox, ce qui donne lieu à des disputes sempiternelles sur la gestion du budget, le licenciement des infirmières, l'acceptation de patients dans les traitements expérimentaux, ce qui ira jusqu'à un coup de poing monumental de Cox dans le nez de Kelso, qui aura une déviation nasale qui fait siffler son nez à chaque fois qu'il prend une inspiration. Il se montre autant sans pitié avec Ted Buckland, l'avocat de l'hôpital qu'il méprise ouvertement, qu'il peut être flatteur avec les donateurs de l'hôpital.
Au fur et à mesure des saisons, les autres personnages découvrent qu'il est en fait aussi peiné que les autres médecins de devoir prendre des décisions difficiles, mais qu'il a choisi d'assumer son rôle jusqu'au bout. Il n'hésite pas ainsi à poser des conditions iniques pour détourner un conflit interne à l'hôpital sur la guerre d'Irak sur lui, résolvant les disputes en leur donnant quelqu'un que tout le monde haïra.
Durant la saison 7, Elliot apprend qu'il a 65 ans, et le conseil doit donc lui demander de quitter son poste. Il s'exécute, attendant qu'on le rappelle parce que personne n'arrive à le remplacer pour annoncer sa démission. Ainsi, il apparaît dans la saison 8 comme simple client régulier du Coffee Bucks, la cafétéria à côté de l'hôpital, où il passe toutes ses journées à manger des muffins qu'il a à volonté pour avoir gagné à un concours. Mais il finit par avouer qu'il s'ennuie ferme et ne supporte plus sa femme, c'est pourquoi il vient tous les jours. Finalement, il prend un poste de médecin privé à mi-temps pour s'occuper.
À partir de la saison 9, il devient professeur au nouveau Sacré-Cœur, pour tromper l'ennui maintenant qu'il est veuf d'Enid.

## Vie privée
Bob Kelso a été marié pendant 44 ans avec Enid, une femme souffrant d'obésité morbide, de troubles nerveux, et de paralysie depuis un accident qui l'a clouée dans un fauteuil roulant. Il ne l'aime plus depuis longtemps, et la trompe ouvertement avec des prostituées du Sud-Est asiatique. Il a aussi un fils, Harrison, homosexuel qui a quitté la maison jeune, et dont Kelso raconte toujours les dernières frasques. Il a également une fille avec une Vietnamienne durant son service militaire, Trong Tri Kelso, dont il paye les études en secret. Ces trois personnages ne sont jamais apparus à l'écran : le seul être de sa maison à être apparu est son chien, Baxter.
Son enfance fut difficile, son père ayant abandonné le domicile familial alors qu'il était enfant. Le père partit sur une bicyclette, raison pour laquelle Kelso a désormais une sainte horreur des bicyclettes : il n'hésite d'ailleurs jamais à en casser dès qu'il en voit une.
Il rappelle aussi qu'il a servi dans les Marines durant la guerre du Viêt Nam, dont il garde pour souvenir un tatouage du prénom de « Johnny », un camarade de combat, sur les fesses.

## Autour du personnage
- Malgré l'image très noire du personnage, tous les membres du casting s'accordent à dire que Ken Jenkins est la personne « la plus gentille qui soit ».
- Baxter, le chien du Dr Kelso, est en fait le chien de Ken Jenkins.